# Windows DVD-bränning
Windows DVD-bränning (Windows DVD Maker) är ett program som medföljer Windows Vista och Windows 7. Med programmet kan man välja filer man vill bränna, redigera DVD-menyer och inställningar innan man slutligen bränner en DVD. Man kan bränna både NTSC- och PAL-video. Det finns möjlighet att ändra bredd-höjd-förhållandet (16:9 eller 4:3). Detta är det första redigeringsprogrammet för DVD som medföljer Windows. I Windows Vista följer det med versionerna 'Home Premium' och 'Ultimate'.